# Axoclinus rubinoffi
Axoclinus rubinoffi är en fiskart som beskrevs av Allen och Robertson 1992. Axoclinus rubinoffi ingår i släktet Axoclinus och familjen Tripterygiidae. IUCN kategoriserar arten globalt som sårbar. Inga underarter finns listade.